# Anders Sandberg

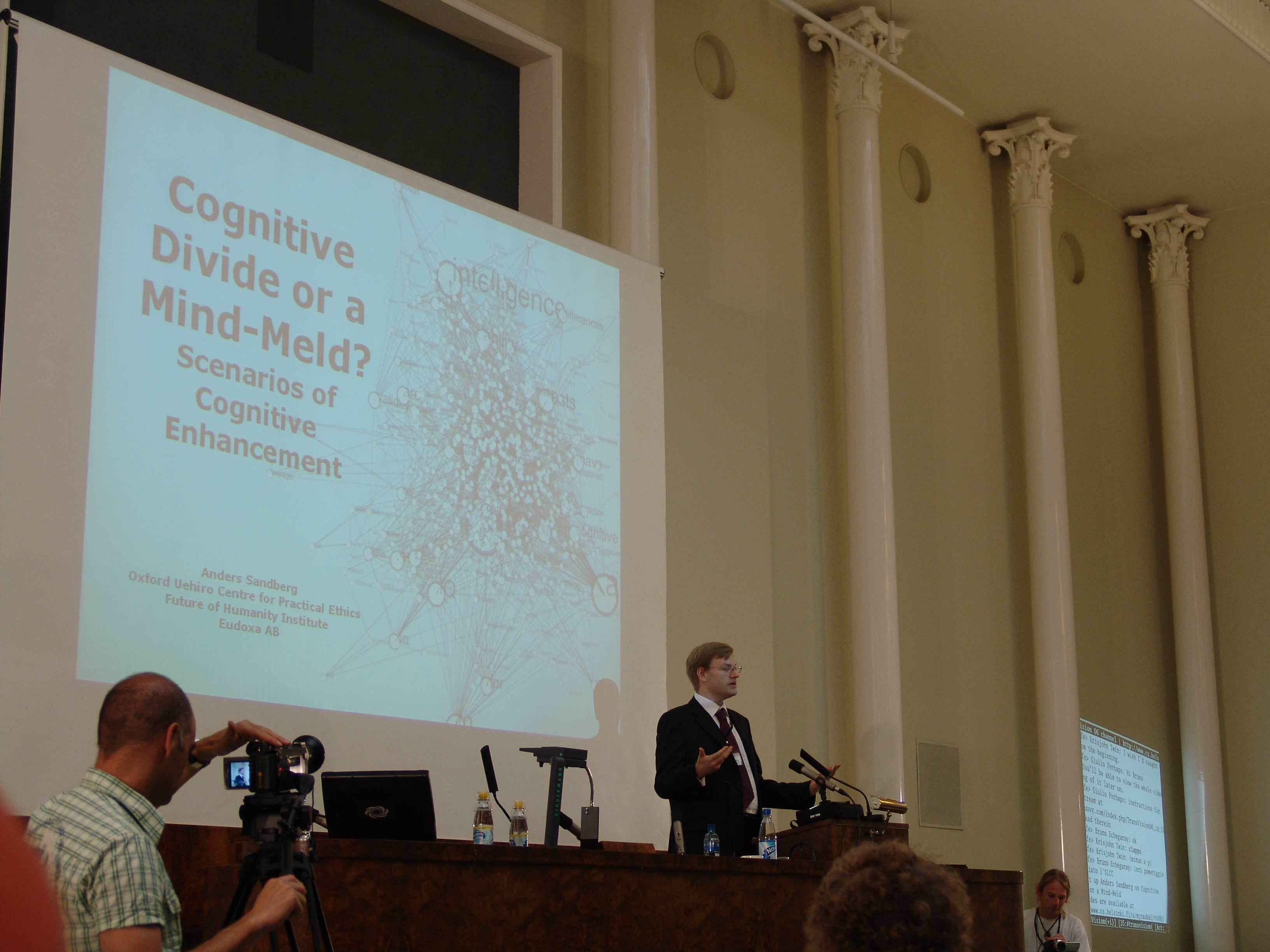
Anders Sandberg

Anders Sandberg (nacido el 11 de julio de 1972) es un investigador, conferenciante científico, futurista, transhumanista y escritor. Tiene un doctorado en neurociencia computacional por la universidad de Estocolmo y actualmente es miembro de James Martin Research en el Instituto del Futuro de la Humanidad en la Universidad de Oxford.
La investigación de Anders Sandberg se centra en temas sociales y éticos en torno al progreso humano y las nuevas tecnologías, así como las capacidades y el futuro científico de la tecnología. Entre sus contribuciones recientes se incluye su trabajo sobre mejoras cognitivas (métodos, impactos y análisis político); un mapa técnico de emulación cerebral; sobre neuroética; y sobre los riesgos de una catástrofe global, especialmente el tema de cómo analizar la incertidumbre subjetiva y los posibles riesgos.
Es conocido como comentarista y por participar en debates públicos sobre el progreso humano a nivel internacional, así como por sus publicaciones sobre neurociencia, ética y estudios futuristas.
Es cofundador y escritor del foro Eudoxa y cofundador del Orion's Arm, un proyecto de colaboración arquitectónica mundial. Durante el período 1996-2000 fue Canciller de la Asociación Transhumanista Sueca. También es el productor científico de la exhibición de neurociencia "Se
Hjärnan!" ("¡Contemplad el cerebro!") organizada por varias instituciones suecas en el período 2005-2006. En el año 2007 realizó una investigación postdoctoral en el Centro Uehiro para Ética Práctica en la Universidad de Oxford, trabajando en el proyecto ENHANCE sobre la ética del progreso humano.